# Jean-Baptiste Biscarra
Jean-Baptiste Biscarra, en italien Giovanni Battista Biscarra, né le 22 février 1790 à Nice (alors comté de Nice du royaume de Sardaigne) et mort le 13 avril 1851 à Turin (royaume de Sardaigne), est un peintre niçois et piémontais.

## Biographie
Jean-Baptiste est le plus connu d'une famille de peintres niçois mais il a réalisé l'essentiel de sa carrière en Italie. En effet, son père, trésorier de l'armée sarde au moment de l'arrivée des troupes françaises dans le Comté de Nice va choisir de la suivre au Piémont.
Il s'installe à Florence où il a pu étudier la peinture. Pensionné du gouvernement sarde en 1815, il a complété sa formation à Rome où il a fréquenté Vincenzo Camuccini et s'est lié aux sculpteurs Antonio Canova et Bertel Thorvaldsen, figures du néo-classicisme international. Il est devenu un peintre d'histoire et un portraitiste de talent.
En 1821, le roi de Sardaigne Charles-Félix l'a nommé premier peintre du roi et directeur de l'Académie des Beaux-Arts de Turin. Il a eu comme élève le peintre niçois Hercule Trachel
Devenu peintre officiel, il a décoré le Palais Royal de Turin et exécuté une fresque à la suite de la promulgation du code albertin. Il a réalisé des peintures religieuses comme le Cœur de Jésus et l'Adoration des anges pour l'église du Sacré-Cœur de Turin, Sainte Marie-Madeleine dans le désert pour l'église d'Alba.
À Nice, il a réalisé plusieurs portraits, dont celui d'Agathe-Sophie Sasserno. Il a travaillé sur des œuvres religieuses au couvent de la Visitation, un tableau représentant la Mort de Saint-Joseph dans la chapelle de la Société des Agonisants dans la cathédrale Sainte-Réparate, réalisé en 1842. Il a peint en 1827 le rideau de scène de l'ancien Opéra de Nice représentant l' Apothéose de Catherine Ségurane.

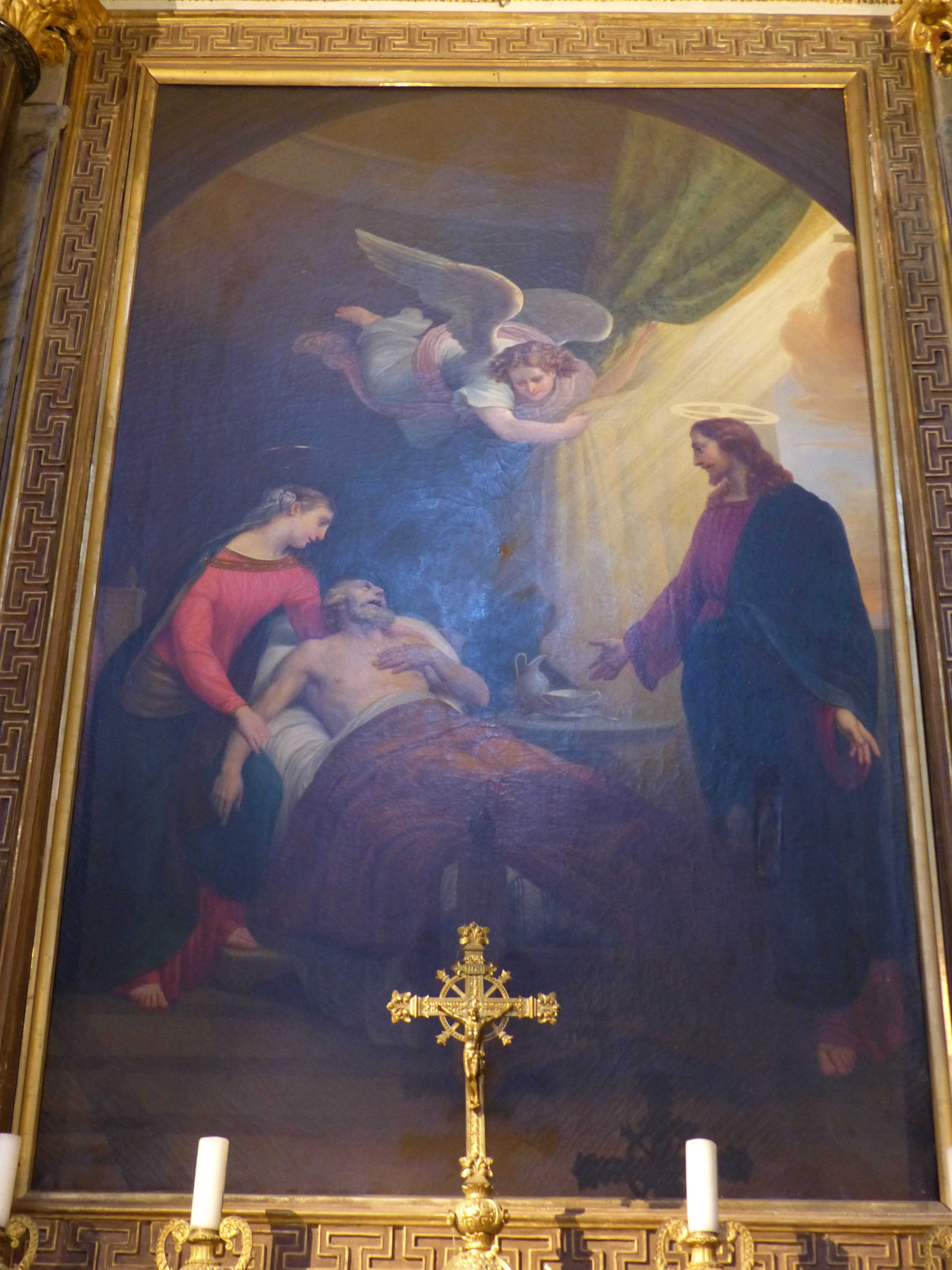
Mort de St Joseph à la cathédrale Ste Réparate de Nice

## Famille Biscarra
Il est le père de  Charles-Félix Biscarra, en italien Carlo Felice Biscarra, né à Turin en 1823, mort à Turin en 1894, peintre italien. Il a été l’une des figures les plus caractéristiques du monde artistique turinois dans la seconde moitié du XIXe siècle. 
Il est le grand-père de César Biscarra, né à Turin en 1866, mort en 1943, qui a été un sculpteur italien de talent.

## Rue de Nice
La municipalité de Nice a donné son nom à une rue de la ville.

## Rue à Turin
La municipalité de Turin a donné à une rue le nom de Via Giovanni Battista e Carlo Felice Biscarra.

## Décoration
- Chevalier de l'Ordre des Saints-Maurice-et-Lazare